# 石井四郎
石井四郎（日语：／ Ishii Shirō，1892年6月25日—1959年10月9日）是一位日本陸軍將領，最高軍階為陸軍軍醫中將，為日本細菌戰體制的締造者，同時也是細菌戰部隊——「731部隊」創始人與部隊長。
石井於日本在中國東北建立的傀儡政權——「滿洲國」境內設置「731部隊」之基地，進行研究和製造細菌武器、對大量抓獲的中國軍民進行人體實驗與活體解剖，至少有3000名俘虜被「731部隊」以各種實驗方式殺害，石井也在戰間期和第二次世界大戰期間於各地策劃了多次細菌戰攻擊行動，但他的生化戰也导致日军伤亡而被解除职务，其参与策划過如滿蒙邊界的諾門罕、中國戰場上的常德、浙赣和美國西岸等等細菌戰。
二戰後，石井以細菌戰研究資料與佔領日本的美國當局談判，換取免除追訴細菌戰罪行。1959年，石井因喉癌於東京國立第一病院病亡。

## 生平

### 早年

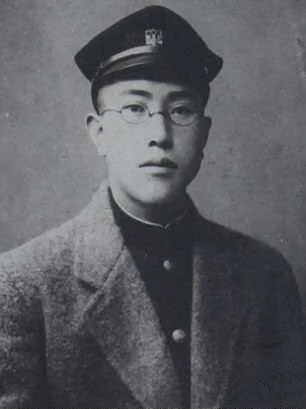
1920年就讀京都帝國大學醫學部的石井

1892年6月25日，石井四郎出生於千叶县山武郡千代田村，是家中第四個兒子。父親石井桂出身於大名之後的華族，是當地的大地主，經營釀酒業，母親千代為上田藩藩醫之女，父母親生下四男二女。長子石井彪雄戰死於日俄戰爭中的對203高地的進攻、兩個女兒皆夭折、次子和三子分別名為剛男和三男，皆於中國服役，分別擔任陸軍小隊長和技師。
石井畢業於當地的千葉中學，之後先是就讀金澤市舊制第四高等學校，畢業後經過三年的準備才考入京都帝國大學醫學部就讀。1920年12月畢業後，石井志願擔任軍醫而進入了陸軍，成為軍官候補生。1921年，石井經過四個月的軍官見習後晉升為二等軍醫（相當於中尉），擔任近衛步兵第3聯隊隨附軍醫，1922年8月1日再轉調至東京第一陸軍病院任職。1924年8月20日，晉升一等軍醫（相當於大尉）。1924年至1926年期間，陸軍部又派遣石井進入京都帝國大學研究院從事細菌學、血清學、防疫學、病理學等研究。
石井在職場上的表現頗具爭議，其頻繁拜訪時任帝大校長的荒木寅三郎，令他的同事不以為然，認為是藉此「討好一位權力人士」，以至於1927年荒木之女清子與石井結婚時，荒木被石井的同事們取笑是得到了一個「赘婿」，而非嫁出了女兒。
另外值得一提是有關「石井發現流行性乙型腦炎病因」的貢獻一說，此說尤以清野謙次博士對外散佈而聞名，不僅該人在有關著作和採訪中皆如此強調，連常石敬一這位以研究731部隊而聞名的學者也引用此說，清野描述了身為助理教授的石井尋求身為教授的自己以及多位醫界前輩去研究已造成重大危害的流行性腦炎，後來得到同意，成立了研究小組，也向京都帝大申請了4800日元的預算，不足者石井甚至自掏腰包，湊了1200日元。清野稱在夜以繼日的工作下，研究小組終於得出流行性腦炎病是因為一種病毒所致的結論，而在這些成功的資料上，石井「總是位居最前列的」，然而經過美國歷史學者肯尼思·波特（Kenneth L. Port）考證，此說很大程度上是編撰而來，特別是在石井研究的1924年，當時根本沒有「病毒」的概念。1927年，石井提交畢業論文《革蘭氏陽性雙球菌的研究》（グラム陽性双球菌について），獲得博士學位。

### 考察與提倡細菌戰

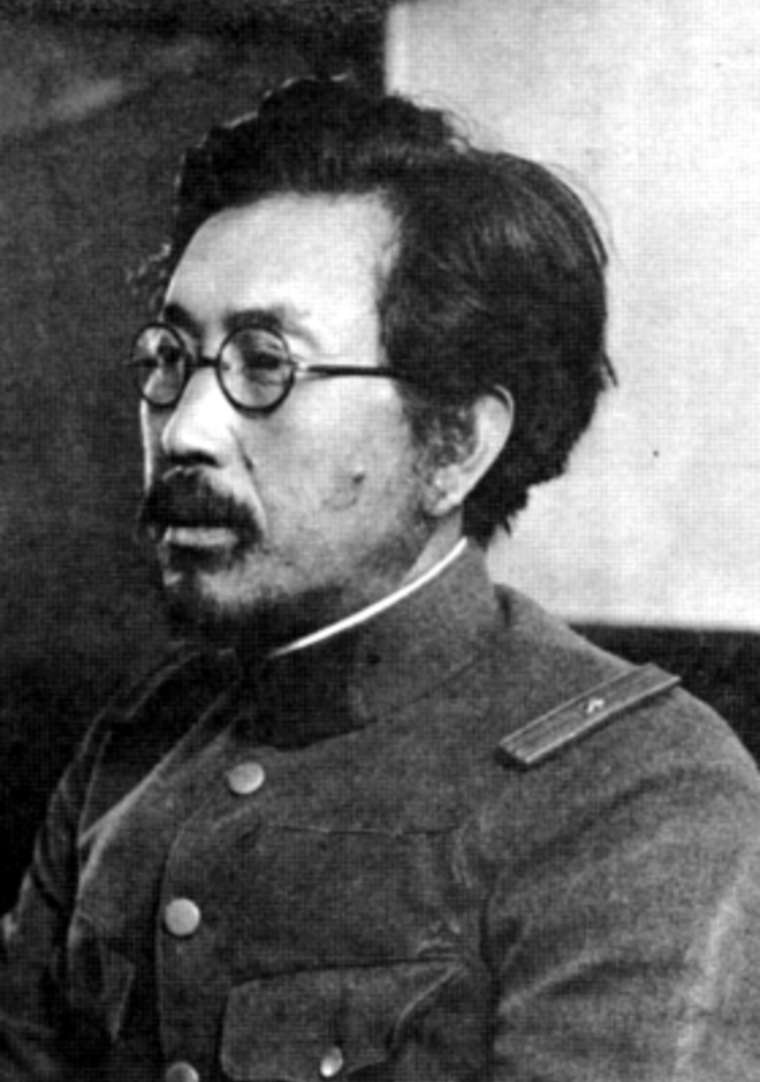
1932年，於陸軍軍醫學校防疫研究室的石井。

由於第一次世界大戰中化學武器造成了慘重的傷亡，因此導致1925年6月世界各國推動簽署禁止在戰爭中使用毒氣和細菌武器的《日內瓦議定書》。日本代表原田豐二等軍醫正回國後，將會議內容發表於《軍醫團雜誌》（軍医団雑誌）上，石井閱讀過原田的報告後，即認為日本有必要推動細菌戰部隊的設置。石井日後還在說服中央時指出，使用細菌武器的成本很低，對於缺乏煤鐵等資源的日本而言是最適合發展的項目，且與槍砲武器造成的傷者可以很快返回戰場，細菌武器能夠經由患者感染另一人，可從鄉村傳染至城市，且不會對建築物或設施造成破壞等諸多益處。除此之外，石井也認為因為目前軍醫系統已幾乎被東大出身者把持，京大（石井的母校）出身者若想要出人頭地，就必須創造新的兵種或組織。
石井極力遊說陸軍中央派遣自己到海外考察，其參訪目標主要是德國，以及從事類似研究的有關國家。在許多文獻中提及石井在1928年4月至1930年4月這段時間裡進行了考察之旅，出訪了許多國家與地區——新加坡、錫蘭、埃及、希臘、土耳其、義大利、法國、瑞士、德國、奧地利、匈牙利、捷克斯洛伐克、比利時、荷蘭、丹麥、瑞典、挪威、芬蘭、波蘭、蘇聯、愛沙尼亞、拉托維亞、東普魯士、夏威夷、加拿大和美國，謝爾頓·H·哈里斯還引用了北野政次的說法，稱石井曾在麻省理工學院研究過細菌武器。此外，石井為這趟考察之旅還變賣了家中大片山林和田地，也因此負債、生計逐漸窘迫，考察之旅也因此從一開始的自費中途轉為公費。波特同樣對此進行考證，得出石井可能只有去過法國和德國的結論，其他國家的考察（包括去麻省理工學院等事）可能只是搭乘火車經過或是戰後胡謅的。
1930年，石井從海外歸國，此時的日本軍部已因「皇姑屯事件」導致首相田中義一和軍中高層辭職而重新洗牌，換上了一批更年輕、更具進取心的領導層，使石井的主張更能被接受。8月，石井晉升為三等軍醫正（相當於少佐），擔任東京陸軍軍醫學校教官，隸屬於陸軍軍醫學校「防疫部」，同時兼任陸軍兵器廠幹部。石井在「防疫部」的上司為其舊識梶塚隆二中佐，而軍醫總監則是小泉親彥（1933年又任陸軍軍醫學校校長）。根據梶塚的證詞，石井在回國後便大力鼓吹發展細菌武器，稱歐洲列強此時都在準備細菌戰，日本若不做準備將在未來戰爭中遭遇到嚴重困難，且細菌武器作為攻擊性武器是非常有效的，其主張最終被日軍參謀本部所接受，支持者包括小泉、梶塚、參謀本部作戰課長鈴木率道、土肥原賢二、陸軍大臣荒木貞夫、陸軍部軍務局長永田鐵山等人，皆給予其相當的協助。
必須一提的是，軍部起初對細菌戰缺乏興致，石井之主張所以能獲得重視，很大原因是源於其1932年發明的「石井式濾水器」。「石井式濾水器」的功能是過濾細菌的野戰用大型濾水器，還在發明翌年獲得天皇御覽的榮譽。「石井式濾水器」首先被送至滿洲各地使用，並獲得優良的實績，因此在1936年獲准作為正式的野戰濾水器。石井以濾水器的供應和運作為中心，以「防疫給水部」的名目去取得預算和編制，隨著濾水器逐漸廣為配置到各部，石井即可進一步爭取編成為獨立部隊。前「關東軍」參謀副長松村知勝曾回憶道：「某天，石井突然闖進來，強烈要求擴大和編列有關防疫給水的預算編制，為達到目的，他親自舔食由人尿製成的鹽，並當眾喝下由污水過濾出去的清水。這樣的舉動終於驚動參謀本部上級，答允加強編制和擴大防疫給水部。」
石井將細菌戰的研究分為A（攻擊）與B（防禦）兩種，其中B的研究可在日本本土進行，但A的開發工作必須在日本之外，才能方便取得實驗材料。1931年9月18日的「九一八事變」後，日本「關東軍」佔領了滿洲，並在翌年建立了傀儡政權的「滿洲國」，成為石井實驗場的選定地點。1933年8月，石井在哈爾濱宣化街和文廟街一帶祕密設置了細菌研究所（被稱作「石井部隊」，密稱則為「加茂部隊」），並於哈爾濱東南方拉賓線車站附近的背蔭河建立附屬的細菌工廠。

### 731部隊

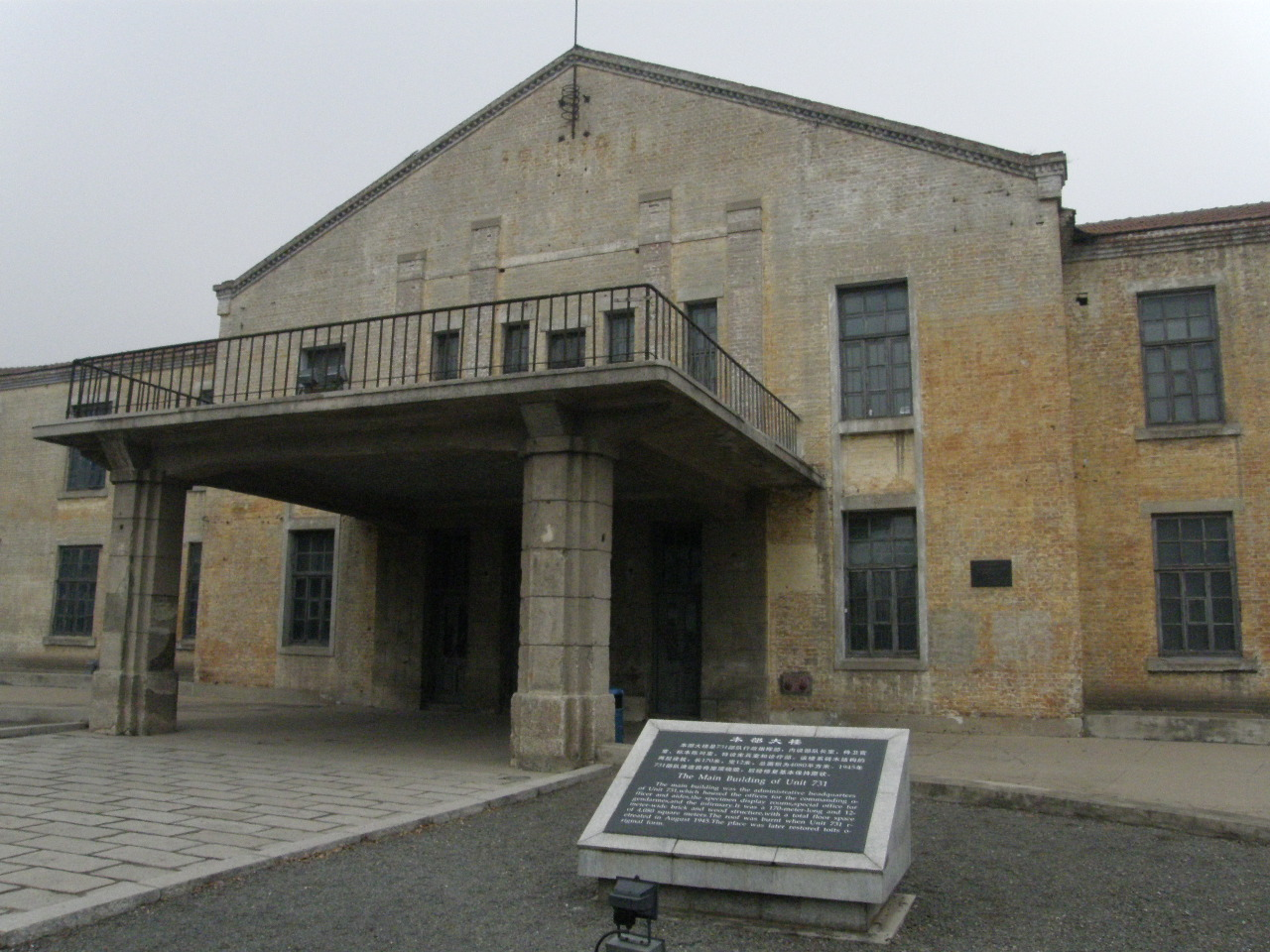
731部隊本部，如今改建為「侵華日軍第七三一部隊罪証陳列館」。

石井在背蔭河細菌工廠主要研究炭疽、鼻疽與瘟疫，並與憲兵隊和特務機關合作，大量抓捕滿洲的抗日人員、政治犯或是無辜的平民用於人體實驗，一般受試者不會活超過一個月，一旦被認為不具實驗價值便注射毒藥殺害，解剖完後再送至焚屍爐。1933年8月，背蔭河細菌工廠發生監獄暴動事件，之後彈藥庫設施又被抗日游擊隊炸毀。為避免日後細菌武器計畫為外界所知，石井選擇改在更隱蔽的地點從事這項工作，於1935年放棄了背蔭河的細菌基地，在1936年8月選擇哈爾濱平房重新建立了「關東軍防疫部」（石井部隊）。1938年9月，平房工程基本完成，原「加茂部隊」設備皆遷移至平房。
隨著日軍動員全國醫界人員前往滿洲協助細菌戰的研究，「關東軍防疫給水部」日益擴編，成為擁有人數高達3000人和各式設備的龐大組織，而石井的軍階也隨之提昇，先於1935年8月晉升軍醫中佐，1938年3月再晉升為軍醫大佐。在石井的領導下，「關東軍防疫部」策劃了1939年10月「第二次諾門罕事件」的細菌戰攻擊行動，而這也是日軍首次的細菌作戰。石井也因此在日軍各部隊大敗之餘單獨獲得了大本營頒發的感謝狀，之後又在1940年4月29日獲得了功三級金鵄勳章與旭日中綬章。1939年起，石井開始被派至中國各日軍佔領區、成立各派遣軍的防疫給水部隊支部，以擴大細菌戰的規模，並於同年9月7日啟用「東鄉部隊」一名作為石井部隊的匿名。1940年8月22日，「石井部隊」對外正式啟用「關東軍防疫給水部」名稱，同年12月2日又在牡丹江、林口、孫吳和海拉爾成立了支部。1941年3月，石井晉升為軍醫少將。1941年6月，德國入侵蘇聯，「關東軍」為隱匿對蘇聯發動細菌戰的企圖，變更了「石井部隊」的番號，將「石井部隊」平房本部改名為「滿洲第731部隊」。
在部隊管理上，石井利用「731部隊」極為豐厚的經費使其成員有著遠超一般人民的生活水準和特權，加上其人格特質而贏得了隊員高度的崇拜，他還是一名相當活躍的生化武器巡迴演說家，經常獨自駕駛飛機從平房飛至各支部，對當地細菌戰裝備、人員進行檢查，並給其麾下數千名的醫生、科學家和士兵做出一系列振奮士氣的演說，也曾於1940年至1941年親自駕機飛往中國常德市上空執行散播傳染病任務。前陸軍軍醫湯淺謙在戰後曾表示：「對我們來說，石井就像神一樣。那時候，我們認為他所作的一切，對我們國家贏得戰爭來說，都是必要的。」

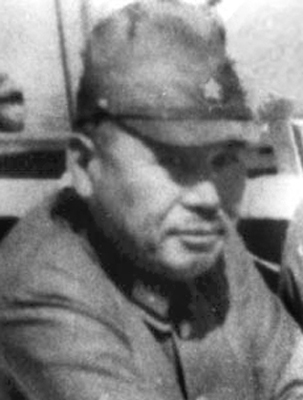
接替石井「731部隊」部隊長職務的北野政次。

1942年8月，石井被撤銷「731部隊」部隊長職務，轉任「中國派遣軍」第1軍軍醫部長，其原因常為人引用的說法是石井因揮霍公帑與賄賂貪瀆而被懲處。經中國湖南文理學院「侵華日軍細菌戰罪行研究所」教授陈致远與朱清如兩人的考證，此說最早出現於日本小说家森村誠一在其紀實著作《惡魔的飽食》，源於作者對若干名不願具名的前「731部隊」成員之訪談，並也因此成了在「731部隊」研究上公認的說法。
陳致遠等人則認為石井被解職更與日本調整細菌戰整體戰略和石井個人有關。他列出了日軍中央如此決策的數種原因：
1. 日軍中央高層早已對石井一人在731部隊的絕對權力（未有可制衡者）早已不滿，1940年還曾考慮設置管理石井的「指導官」[54]；
2. 石井自視部隊為特殊單位，對陸軍中央的命令時有對抗、要求過多預算，在浙江和常德的細菌戰取得部份成功後，石井於1942年5月「浙赣战役」前還向上級機關要求更多權力；
3. 1942年6月美國總統富蘭克林·德拉諾·羅斯福曾警告日本若繼續使用生化武器將遭其報復，使主張大規模實施細菌戰、作風激進的石井被日軍中央所否定；
4. 石井策劃的細菌戰雖造成中國平民的傷害，但對中國軍隊的成效不高，頗令中央感到不滿；
5. 「浙赣战役」細菌戰也造成波及友軍的重大意外，使日軍有1萬人染疫、1700人死亡。

總結上述原因，最終導致石井被解除職務，由相較於前者溫和且為研究型細菌學家的北野政次繼任，也因為日軍在太平洋戰區的戰況已惡化，因此細菌戰的攻擊目標也從中國轉向英美。
石井擔任第1軍軍醫部長約一年，後於8月1日調至東京陸軍軍醫學校擔任教官，繼續研究細菌武器和策劃細菌戰。1945年3月1日，由於盟軍已逼近日本本土，日軍中央決定不顧國際輿論和美軍報復，準備大規模動用細菌戰對付盟軍，也因此重新啟用石井為「731部隊」部隊長，並將其晉升為軍醫中將。復職後的石井將鼠疫作為決戰用的細菌武器，於滿洲各地大量捕捉老鼠、生產巨量的鼠疫菌和作為傳媒的跳蚤，還策劃了以由「731部隊」成員搭乘伊四百型潛艦至美國太平洋西海岸軍港發動細菌戰，即「夜櫻作戰」，預定將於9月22日執行。7月，由於日本戰敗在即，石井開始進行銷毀「731部隊」有關資料。1945年8月，蘇聯出兵滿洲，石井已完成湮滅證據的工作，將重要資料裝在三個皮箱，乘飛機逃回了日本，並嚴令部隊成員不得洩漏「731部隊」的有關情報，多名成員作證石井確實說過「『731部隊』的秘密要帶入墳墓」這句話，並認為這道封口令為的是避免石井自己成為戰犯。然而石井傳記作者青木富貴子從石井的日記中考證，此令是實際上是出自陸軍參謀總長之手，為的是避免細菌戰的秘密為美軍所知、危及到日本天皇，而石井僅是遵從其指令。

### 戰後

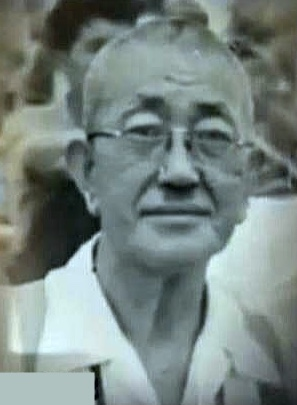
戰後出現在731前成員聚會的石井。

二戰結束前，美軍便已獲悉日軍在中國進行細菌戰的事實，試圖透過各種渠道去得知細菌戰和有關實驗的情況，並派遣了細菌專家莫瑞·桑德斯中校調查，審訊了「731部隊」的主要成員內藤良一、金子順一和增田知貞等人，以此完成有關731部隊的研究報告（一般稱《桑德斯報告》），在此基礎上，美軍更試圖進一步深入了解日本細菌戰的詳細資訊。石井則在逃回日本後回到千葉的故鄉，1945年11月10日還在千代田村舉辦過偽裝葬禮，並在村長的掩護下潛伏起來，但美軍經由長時間的追蹤與接觸，終究掌握其活動，並在審理日本戰爭犯罪的「遠東國際軍事法庭」召開前與其相約談判。
1946年為1月17日，美軍阿爾沃·湯普遜（Arvo Thompson）中校在石井宅邸進行第一次的審訊，調查內容是細菌戰部隊的編制和訓練作戰生產能力，石井的回答相當保守，承認進行普通預防醫學和野外實驗的研究，但否認進行細菌戰計畫、實戰、人體實驗以及與海軍等其他部隊在此方面的合作研究。美國方面對石井的回答並不滿意，持續深入審問諸如資金來源、陸軍中央支援者為何人、石井式濾水器生產和銷售等問題。湯普遜以此為基礎，於1946年5月撰寫了一份名為《關於日本細菌武器的報告》（又稱「湯普遜報告」），這篇報告中石井詳述了「731部隊」的規模、研究細菌武器、如何防禦細菌戰等內容。事後，美軍又多次審訊石井，後者提出以免除自己和部下的戰犯追訴為條件，願意提供更詳盡的細菌戰資料。
1947年10月，美國派遣細菌學專家埃德溫·希爾（Edwin Hill）和約瑟夫·維克多（Joseph Victor）確認了其資料之價值，證實其為「無價的研究成果」，希爾在分析完資料後提交的報告中指出：「石井部隊的資料是日本的科學家花費幾百萬美元經費和長年研究的成果。這種資料由於關係到人體實驗，是我們自己的實驗室有所顧忌而不能得來的。這些資料的獲得，總共只支出了25萬日圓（約為當時的700美元），跟實際研究的花費相比真是太便宜了」希爾等人還在報告中極力為石井請願免罪。美國陸軍部最終選擇與石井等人達成協議，為取得珍貴的細菌戰資料，拒絕了國際檢察局、「遠東國際軍事法庭」蘇聯代表的提訊和引渡石井的要求，蘇美兩國甚至一度幾近決裂，前者強調不惜從本國帶來紅軍，後者則威脅將會逮捕蘇聯代表，最終不了了之。
石井在1947年後行蹤不明，存在多種說法，如從美軍得到一處原日本海軍宿舍改裝的美軍士兵娛樂設施（妓院），表面上靠女人賣淫維生，實際上在裡面整理從中國帶回的「731部隊」資料；於1950年朝鮮戰爭爆發後受美軍命令協助研究細菌武器，並因此免除了日本近一千名軍醫的「公職追放」懲罰。也有文獻稱石井於1950年至1952年期間多次前往美國，又或是在軍醫學校遺址上建立了一個名為「東京營養研究中心」的機構（代號為「J2C406」），繼續研究生化戰爭。
根據石井的女兒春海所述，晚年的石井迷上了禪學，終日到自家附近的月桂寺聽禪，向僧侶請教修禪。1958年8月17日，石井第一次、也是最後一次出現於前「731部隊」成員的聚會上，並發表了告別演說。同年，石井因罹患喉癌入住東京國立第一病院，於隔年10月8日下午三點病亡，终年67歲，葬於妻子清子和長子誠一在月桂寺的墓地，法名為「忠誠院殿博學大居士」。

## 家庭
石井有7個孩子，長女為1925年生的春海。長子曾於「731部隊」中擔任過獄長，之後罹癌而死於神戶。次子也曾負責管理該部隊的牲畜群，戰後因為沒有找到工作而變賣了大部分的家產。

### 註腳
1. 1 2 3 4  藤井志津枝（1997年），第54页
2. ↑  巴倫布萊特（2016年），第97页
3. ↑  波特（2015年），第11-12页
4. ↑  青木富貴子（2010年），第21页
5. ↑  青木富貴子（2010年），第20页
6. ↑  青木富貴子（2010年），第8页
7. ↑  波特（2015年），第11、15页
8. ↑  青木富貴子（2010年），第30页
9. ↑  青木富貴子（2010年），第31页
10. 1 2 3  謝忠厚（2016年），第218页
11. 1 2  波特（2015年），第42页
12. ↑  波特（2015年），第31页
13. ↑  波特（2015年），第26-29页
14. ↑  波特（2015年），第28-30页
15. ↑  青木富貴子（2010年），第91页
16. 1 2  藤井志津枝（1997年），第91页
17. ↑  藤井志津枝（1997年），第57页
18. 1 2 3 4  藤井志津枝（1997年），第56页
19. 1 2 3  青木富貴子（2010年），第40页
20. 1 2  波特（2015年），第44页
21. ↑  波特（2015年），第42-43页
22. ↑  哈里斯（2000年），第45页
23. ↑  巴倫布萊特（2016年），第31-32页
24. ↑  藤井志津枝（1997年），第56-57页
25. ↑  青木富貴子（2010年），第40-41页
26. ↑  藤井志津枝（1997年），第40-41页
27. ↑  巴倫布萊特（2016年），第33页
28. ↑  巴倫布萊特（2016年），第32页
29. ↑  藤井志津枝（1997年），第53页
30. ↑  哈里斯（2000年），第47页
31. 1 2 3  藤井志津枝（1997年），第58页
32. ↑  藤井志津枝（1997年），第59页
33. ↑  藤井志津枝（1997年），第60页
34. ↑  韓曉 & 辛培林（1991年），第317页
35. ↑  波特（2015年），第76页
36. ↑  哈里斯（2000年），第59页
37. ↑  哈里斯（2000年），第61页
38. ↑  波特（2015年），第77页
39. 1 2  藤井志津枝（1997年），第93页
40. ↑  韓曉 & 辛培林（1991年），第319页
41. 1 2 3  秦郁彦（2005年），第16页
42. ↑  巴倫布萊特（2016年），第146页
43. 1 2  藤井志津枝（1997年），第61页
44. ↑  巴倫布萊特（2016年），第150页
45. 1 2  韓曉 & 辛培林（1991年），第320页
46. ↑  哈里斯（2000年），第53页
47. 1 2  韓曉 & 辛培林（1991年），第321页
48. ↑  藤井志津枝（1997年），第95页
49. 1 2  巴倫布萊特（2016年），第86页
50. ↑  藤井志津枝（1997年），第133页
51. ↑  巴倫布萊特（2016年），第85页
52. 1 2 3  陳致遠 & 朱清如（2012年），第115页
53. ↑  陳致遠 & 朱清如（2012年），第116页
54. ↑  陳致遠 & 朱清如（2012年），第116页，引自策劃細菌戰事宜的作戰課參謀井本熊男大佐工作日記——《井本日誌》內容。
55. ↑  陳致遠 & 朱清如（2012年），第116-118页
56. ↑  陳致遠 & 朱清如（2012年），第117页
57. ↑  青木富貴子（2010年），第94页
58. 1 2  陳致遠 & 朱清如（2012年），第119页
59. 1 2  陳致遠 & 朱清如（2012年），第120页
60. 1 2 3  藤井志津枝（1997年），第62页
61. 1 2  青木富貴子（2010年），第122-123页
62. 1 2  楊彥軍（2015年），第14页
63. ↑  楊彥軍（2015年），第16-17页
64. 1 2 3  藤井志津枝（1997年），第363页
65. ↑  楊彥軍（2015年），第17页
66. ↑  楊彥軍（2015年），第21页
67. ↑  藤井志津枝（1997年），第380-381页
68. ↑  藤井志津枝（1997年），第365、374-376页
69. ↑  威廉斯 & 華萊士（1992年），第310页
70. ↑  藤井志津枝（1997年），第350页
71. 1 2  威廉斯 & 華萊士（1992年），第288页
72. ↑  青木富貴子（2010年），第359页
73. 1 2 3  威廉斯 & 華萊士（1992年），第311页
74. ↑  青木富貴子（2010年），第360页